# Vodeane, Sofiivka
Vodeane (în ucraineană Водяне) este localitatea de reședință a comunei Vodeane din raionul Sofiivka, regiunea Dnipropetrovsk, Ucraina.

## Demografie
Componența lingvistică a localității Vodeane
     Ucraineană (94,14%)
     Rusă (4,63%)
     Alte limbi (0,54%)
Conform recensământului din 2001, majoritatea populației localității Vodeane era vorbitoare de ucraineană (94,14%), existând în minoritate și vorbitori de rusă (4,63%).